# Jaromír Bartoš
Jaromír Bartoš (* 28. März 1927 in Písečné; † 13. April 1972 in Brünn) war ein tschechoslowakischer Philosoph.

## Biografie
Der Sohn eines Finanzbeamten war von klein auf freidenkerisch veranlagt. Dies und seine atheistische Lebensweise weckten in ihm das Interesse an der Philosophie. Nach dem Abitur 1945 in Třebíč, studierte Bartoš von 1945 bis 1949 Geschichte und Philosophie an der philosophischen Fakultät der Masaryk-Universität in Brno. Nach dem Studium unterrichtete er zuerst an Dorfschulen in Výčapy, Jihlava und Moravské Budějovice. 1950 legte er seine Dissertationsarbeit vor, die das noetische und axiologische System von Karel Engliš behandelte. 1954 erhielt er die Stelle eines internen Aspiranten an dem Lehrstuhl des dialektischen und historischen Materialismus an der Brünner Philosophischen Fakultät. 1962 habilitierte Bartoš, 1963 wurde er als Dozent tätig und erhielt 1968 außerordentliche Professur am philosophischen Lehrstuhl der Universität.
Nachdem 1969 das Kabinett für Philosophie der AV ČR in Brünn eingerichtet wurde, berief man Bartoš zu dessen Leiter. 1972 wurde die Studienrichtung des Instituts auf Theologie und Atheismus ausgerichtet. Bartoš beendete daraufhin seine Tätigkeit und wurde selbständiger Mitarbeiter des philosophischen Instituts des AV ČR in Prag. Er arbeitete in akademischen und ministeriellen Kommissionen, im Redaktionsrat der tschechischen und slowakischen Philosophie mit.

## Lehre
Seine wissenschaftliche Arbeit begann er als Axiologe, wandte sich aber bald fundamentalen, ontologischen Fragen zu. Er beschäftigte sich vornehmlich mit vier Themen:
1. Fragen der Dialektik, Beziehung zwischen der dialektischen und formalen Logik.
2. Geschichte der philosophischen Kategorien (Zufälligkeit, Substanz, Ursache)
3. Analyse von Interpretationsschemata und Modellen versteckt in Auslegungen begrifflicher Reproduktionsbewegungen
4. Pädagogische Probleme, historisch begründet, aber auch aktuelle Themen, die einer philologischen Auslegung bedürfen.

Ihm ging es dabei um die Offenlegung und Interpretationen komplizierter begrifflicher und tatsächlicher Strukturbeziehungen. Sein Interesse galt auch der Erforschung des Zufalls, dem er seine Habilitationsarbeit widmete. In seinem Werk Kategorie nahodilého v dějinách filosofického myšlení, analysierte er die geschichtliche Entwicklung des Begriffes, die aktuelle Begriffsdefinition und den Zusammenhang des Zufalls mit der modernen Wissenschaft. Ähnlich untersuchte er auch den Begriff der Ursache. Diesen Gedanken führte er weiter aus und fügte die Fragestellung hinzu, wie sich der Begriff im geläufigen Gedankengut der Menschen bemerkbar macht. Die Antwort suchte er im Zusammenspiel der Kategorien Form und Inhalt, Möglichkeiten und Freiheit.

## Deutschsprachige Publikationen
- Ein Beitrag zur Frage des aristotelischen Erbguts in der Philosophie Hegels, Akta kongresu Antiquitas Graeco-Romana ac tempora nostra 1968
- Das Problem der Inkongruenz der natürlichen Interpretationsbegriffe, Ein Versuch um philosophisch-semantische Analyse des Begriffes Zufälligkeit Akten des XIV. Internationalen Kongresses für Philosophie, 1969
- Die kausale Deutung im alltäglichen Denken und ihre Beziehung zu der Praxis, SPFFBU 1961, G 5
- Zur Methodologie einer entwicklungsgeschichtlichen Deutung der Kategorie der Dialektik, SPFFBU 1962, G 6
- Um eine international gültige Normung der Quellennachweisung für die Werke der Klassiker des Marxismus-Leninismus, SPFFBU 1964, G 8
- Die Entstehung der theoretischer Kategorie der Zufälligkeit in der Antike, Rivista de la cultura e tradizione classica 1966